# Eugène Lanti
Eugène Lanti, pseudònim d'Eugène Adam (Normandia, 19 de juliol de 1879 - Mèxic, 17 de gener de 1947), fou el fundador de l'Associació Mundial Anacional (Sennacieca Asocio Tutmonda, en esperanto). Les seves idees radicals li van valer l'àlies de «l'anti-tout» (l'«anti-tot») i d'aquí va idear el seu pseudònim «Lanti». De formació autodidacta, va aprendre l'esperanto en finalitzar la Primera Guerra Mundial, i es va dedicar al moviment esperantista com a forma d'unir els treballadors de tots els països per sobre de les barreres nacionals. La seva evolució ideològica va començar en ambients radicals; es va adherir al Partit Comunista Francès poc després de la seva fundació, però aviat, després dels seus viatges a la Unió Soviètica, es va allunyar d'aquesta ideologia i la va criticar agrament, la qual cosa li va reportar forts enfrontaments amb els dirigents esperantistes soviètics. Encara que nascut a França, es va considerar sempre ciutadà del món i va defensar una ideologia anacionalista (sennaciista, en esperanto), que anava més enllà del conegut internacionalisme proletari defensat pels corrents obrers més estesos. A la fi dels anys 1930 va emprendre un viatge que el va conduir a diversos països del món, entre ells alguns de llatinoamericans. Va morir, per suïcidi, a Mèxic. És citat per Julio Cortázar a Rayuela (capítol 69) com Eujenio Lanti.